# WNBA 2012
Die Saison 2012 ist die 16. Saison der Women’s National Basketball Association (WNBA). Die reguläre Saison begann am 18. Mai 2012 mit der Auftaktpartie zwischen den Seattle Storm und den Los Angeles Sparks. Nach Abschluss der regulären Saison, die bis zum 23. September 2012 ausgetragen wurde, begannen die Playoffs um die WNBA-Meisterschaft, die die Indiana Fever am 21. Oktober im vierten Finalspiel gegen die Minnesota Lynx für sich entschieden. Aufgrund der Olympischen Sommerspiele 2012 in London fand in dieser Saison kein All-Star Game statt.

## Draft
Am 10. November 2011 fand eine Lotterie über die Auswahlreihenfolge der ersten vier Picks statt. Bei der Lotterie sicherten sich die Los Angeles Sparks vor den Chicago Sky, die ihren Pick an die Seattle Storm abgaben.
Der WNBA Draft 2012 fand schließlich am 16. April 2012 statt, bei dem die Sparks als ersten Pick die US-amerikanische Nneka Ogwumike auswählten. Danach sicherten sich die Storm die Rechte an der US-Amerikanerin Shekinna Stricklen. Insgesamt sicherten sich die 12 Franchises die Rechte an 36 Spielerinnen. Den Hauptanteil mit 31 Spielerinnen stellten die Vereinigten Staaten.

### Top-5-Picks
Abkürzungen: Pos = Position, G = Guard, F = Forward, C = Center

| #  | Spielerin          | Nationalität       | Pos | WNBA-Mannschaft                         | College/Profi-Team       |
| -- | ------------------ | ------------------ | --- | --------------------------------------- | ------------------------ |
| 1. | Nneka Ogwumike     | Vereinigte Staaten | F   | Los Angeles Sparks                      | Stanford University      |
| 2. | Shekinna Stricklen | Vereinigte Staaten | F   | Seattle Storm (von Chicago Sky)         | University of Tennessee  |
| 3. | Devereaux Peters   | Vereinigte Staaten | F   | Minnesota Lynx (von Washington Mystics) | University of Notre Dame |
| 4. | Glory Johnson      | Vereinigte Staaten | F   | Tulsa Shock                             | University of Tennessee  |
| 5. | Shenise Johnson    | Vereinigte Staaten | G   | San Antonio Silver Stars                | University of Miami      |

## Reguläre Saison

### Modus
Die 12 WNBA-Mannschaften sind in zwei Conferences aufgeteilt, wobei die Eastern Conference und die Western Conference jeweils sechs Mannschaften umfassen. Insgesamt bestreitet jede Mannschaft im Verlauf der regulären Saison 34 Saison-Spiele, davon bestreitet jede Mannschaft die Hälfte der Spiele zu Hause bzw. Auswärts. Innerhalb der eigenen Conference spielen die Mannschaften gegen zwei Mannschaften insgesamt fünf Mal und gegen die restlichen drei Mannschaften vier Mal gegeneinander. Außerdem spielt jede Mannschaft noch zwei weitere Spiele gegen jede Mannschaft aus der anderen Conference.

### All-Star Game 2012
Aufgrund der Olympischen Sommerspiele 2012 in London fand in dieser Saison kein All-Star Game statt.

### Abschlusstabellen
Erläuterungen:       = Playoff-Qualifikation,       = Conference-Sieger
| Pl | Team               | Sp | S  | N  | %    | GB | Heim | Auswärts |
| -- | ------------------ | -- | -- | -- | ---- | -- | ---- | -------- |
| 1  | Connecticut Sun    | 34 | 25 | 9  | 73,5 | −  | 12:5 | 13:4     |
| 2  | Indiana Fever      | 34 | 22 | 12 | 64,7 | 3  | 13:4 | 9:8      |
| 3  | Atlanta Dream      | 34 | 19 | 15 | 55,9 | 6  | 11:6 | 8:9      |
| 4  | New York Liberty   | 34 | 15 | 19 | 44,1 | 10 | 9:8  | 6:11     |
| 5  | Chicago Sky        | 34 | 14 | 20 | 41,2 | 11 | 7:10 | 7:10     |
| 6  | Washington Mystics | 34 | 5  | 29 | 14,7 | 20 | 4:13 | 1:16     |

| Pl | Team                     | Sp | S  | N  | %    | GB | Heim | Auswärts |
| -- | ------------------------ | -- | -- | -- | ---- | -- | ---- | -------- |
| 1  | Minnesota Lynx           | 34 | 27 | 7  | 79,4 | −  | 16:1 | 11:6     |
| 2  | Los Angeles Sparks       | 34 | 24 | 10 | 70,6 | 3  | 16:1 | 8:9      |
| 3  | San Antonio Silver Stars | 34 | 21 | 13 | 61,8 | 6  | 12:5 | 9:8      |
| 4  | Seattle Storm            | 34 | 16 | 18 | 47,1 | 11 | 10:7 | 6:11     |
| 5  | Tulsa Shock              | 34 | 9  | 25 | 26,5 | 18 | 6:11 | 3:14     |
| 6  | Phoenix Mercury          | 34 | 7  | 27 | 20,6 | 20 | 3:14 | 4:13     |

## Playoffs

### Modus
Nachdem sich aus jeder Conference die vier Mannschaften qualifiziert haben, starten die im K.-o.-System ausgetragenen Playoffs. Jede Conference spielt in der Folge in den Conference Semifinals (dt. Conference Halbfinale) und im Conference Final (dt. Conference-Finale) ihren Sieger aus, der dann in den Finals antritt. Dabei trifft die auf der Setzliste am höchsten befindliche Mannschaft immer auf die niedrigst gesetzte. Die Serien innerhalb der Conference werden im Best-of-Three-Modus ausgespielt, das heißt, dass ein Team zwei Siege zum Erreichen der nächsten Runde benötigt. Das Finale (WNBA-Finals) wird im Best-of-Five-Modus ausgetragen. Die Mannschaft mit der besseren Bilanz hat dabei in allen Duellen immer den Heimvorteil. Bei Spielen, die nach der regulären Spielzeit von 40 Minuten unentschieden bleiben, folgt die Overtime. Die Viertel dauern weiterhin zehn Minuten und es wird so lange gespielt, bis eine Mannschaft nach Ende einer Overtime mehr Punkte als die gegnerische Mannschaft erzielt hat.

### Playoff-Baum
| Conference Semifinals | Conference Semifinals    | Conference Semifinals |    |                    | Conference Finals | Conference Finals | Conference Finals |  |  | WNBA-Finals | WNBA-Finals | WNBA-Finals |
|                       |                          |                       |    |                    |                   |                   |                   |  |  |             |             |             |
| 1                     | Connecticut Sun          | 2                     |    |                    |                   |                   |                   |  |  |             |             |             |
| 4                     | New York Liberty         | 0                     |    |                    |                   |                   |                   |  |  |             |             |             |
| 4                     | New York Liberty         | 0                     | 1  | Connecticut Sun    | 1                 |                   |                   |  |  |             |             |             |
| Eastern Conference    |                          |                       | 1  | Connecticut Sun    | 1                 |                   |                   |  |  |             |             |             |
|                       | 2                        | Indiana Fever         | 2  |                    |                   |                   |                   |  |  |             |             |             |
| 2                     | 2                        | Indiana Fever         | 2  | Indiana Fever      | 2                 |                   |                   |  |  |             |             |             |
| 2                     |                          |                       |    | Indiana Fever      | 2                 |                   |                   |  |  |             |             |             |
| 3                     | Atlanta Dream            | 1                     |    |                    |                   |                   |                   |  |  |             |             |             |
| 3                     | Atlanta Dream            | 1                     | E2 | Indiana Fever      | 3                 |                   |                   |  |  |             |             |             |
|                       |                          |                       |    | Indiana Fever      | 3                 |                   |                   |  |  |             |             |             |
|                       | W1                       | Minnesota Lynx        | 1  |                    |                   |                   |                   |  |  |             |             |             |
| 1                     | W1                       | Minnesota Lynx        | 1  | Minnesota Lynx     | 2                 |                   |                   |  |  |             |             |             |
| 1                     |                          |                       |    | Minnesota Lynx     | 2                 |                   |                   |  |  |             |             |             |
| 4                     | Seattle Storm            | 1                     |    |                    |                   |                   |                   |  |  |             |             |             |
| 4                     | Seattle Storm            | 1                     | 1  | Minnesota Lynx     | 2                 |                   |                   |  |  |             |             |             |
| Western Conference    |                          |                       | 1  | Minnesota Lynx     | 2                 |                   |                   |  |  |             |             |             |
|                       | 2                        | Los Angeles Sparks    | 0  |                    |                   |                   |                   |  |  |             |             |             |
| 2                     | 2                        | Los Angeles Sparks    | 0  | Los Angeles Sparks | 2                 |                   |                   |  |  |             |             |             |
| 2                     |                          |                       |    | Los Angeles Sparks | 2                 |                   |                   |  |  |             |             |             |
| 3                     | San Antonio Silver Stars | 0                     |    |                    |                   |                   |                   |  |  |             |             |             |

### Conference Semifinals (Runde 1)

#### Eastern Conference

##### (1) Connecticut Sun – (4) New York Liberty
| 27. September 2012 | Spielbericht | Connecticut Sun                                                         | 65 – 60 | New York Liberty                                                    | Mohegan Sun Arena , Uncasville, Connecticut Zuschauer: 5.520 |
| 27. September 2012 | Spielbericht | Punkte pro Viertel: 23:13, 18:21, 8:11, 16:15                           |         |                                                                     | Mohegan Sun Arena , Uncasville, Connecticut Zuschauer: 5.520 |
| 27. September 2012 | Spielbericht | Punkte: Charles (17) Rebounds: Jones (9) Assists: Hightower, Lawson (5) |         | Punkte: Pondexter (14) Rebounds: Pierson (9) Assists: Pondexter (6) | Mohegan Sun Arena , Uncasville, Connecticut Zuschauer: 5.520 |
| 27. September 2012 | Spielbericht | Stand: 1:0                                                              |         |                                                                     | Mohegan Sun Arena , Uncasville, Connecticut Zuschauer: 5.520 |

| 29. September 2012 | Spielbericht | New York Liberty                                                 | 62 – 75 | Connecticut Sun                                                | Prudential Center, Newark, New York Zuschauer: 7.854 |
| 29. September 2012 | Spielbericht | Punkte pro Viertel: 22:11, 11:16, 19:23, 10:25                   |         |                                                                | Prudential Center, Newark, New York Zuschauer: 7.854 |
| 29. September 2012 | Spielbericht | Punkte: Pondexter (20) Rebounds: Vaughn (9) Assists: Pierson (5) |         | Punkte: Charles (25) Rebounds: Charles (14) Assists: Lawson(6) | Prudential Center, Newark, New York Zuschauer: 7.854 |
| 29. September 2012 | Spielbericht | Endstand: 0:2                                                    |         |                                                                | Prudential Center, Newark, New York Zuschauer: 7.854 |

##### (2) Indiana Fever  – (3) Atlanta Dream
| 28. September 2012 | Spielbericht | Indiana Fever                                                                 | 66 – 75 | Atlanta Dream                                                              | Bankers Life Fieldhouse, Indianapolis, Indiana Zuschauer: 7.776 |
| 28. September 2012 | Spielbericht | Punkte pro Viertel: 15:25, 17:16, 14:18, 20:16                                |         |                                                                            | Bankers Life Fieldhouse, Indianapolis, Indiana Zuschauer: 7.776 |
| 28. September 2012 | Spielbericht | Punkte: Douglas (13) Rebounds: Catchings (11) Assists: Catchings, January (3) |         | Punkte: Harding (23) Rebounds: Lyttle, McCoughtry (9) Assists: Harding (7) | Bankers Life Fieldhouse, Indianapolis, Indiana Zuschauer: 7.776 |
| 28. September 2012 | Spielbericht | Stand: 0:1                                                                    |         |                                                                            | Bankers Life Fieldhouse, Indianapolis, Indiana Zuschauer: 7.776 |

| 30. September 2012 | Spielbericht | Atlanta Dream                                                       | 88 – 103 | Indiana Fever                                                        | Philips Arena, Atlanta, Georgia Zuschauer: 6.890 |
| 30. September 2012 | Spielbericht | Punkte pro Viertel: 24:22, 21:25, 20:31, 23:25                      |          |                                                                      | Philips Arena, Atlanta, Georgia Zuschauer: 6.890 |
| 30. September 2012 | Spielbericht | Punkte: McCoughtry (22) Rebounds: de Souza (9) Assists: Harding (6) |          | Punkte: Catchings (25) Rebounds: Catchings (13) Assists: January (7) | Philips Arena, Atlanta, Georgia Zuschauer: 6.890 |
| 30. September 2012 | Spielbericht | Stand: 1:1                                                          |          |                                                                      | Philips Arena, Atlanta, Georgia Zuschauer: 6.890 |

| 2. Oktober 2012 | Spielbericht | Indiana Fever                                                    | 75 – 64 | Atlanta Dream                                                          | Bankers Life Fieldhouse, Indianapolis, Indiana Zuschauer: 6.840 |
| 2. Oktober 2012 | Spielbericht | Punkte pro Viertel: 25:17, 14:22, 15:12, 21:13                   |         |                                                                        | Bankers Life Fieldhouse, Indianapolis, Indiana Zuschauer: 6.840 |
| 2. Oktober 2012 | Spielbericht | Punkte: Douglas (24) Rebounds: Larkins (20) Assists: January (5) |         | Punkte: Harding (7) Rebounds: de Souza, Harding (7) Assists: Price (4) | Bankers Life Fieldhouse, Indianapolis, Indiana Zuschauer: 6.840 |
| 2. Oktober 2012 | Spielbericht | Endstand: 2:1                                                    |         |                                                                        | Bankers Life Fieldhouse, Indianapolis, Indiana Zuschauer: 6.840 |

#### Western Conference

##### (1) Minnesota Lynx – (4) Seattle Storm
| 28. September 2012 | Spielbericht | Minnesota Lynx                                                 | 78 – 70 | Seattle Storm                                                                | Target Center, Minneapolis, Minnesota Zuschauer: 9.213 |
| 28. September 2012 | Spielbericht | Punkte pro Viertel: 18:15, 15:12, 27:24, 18:19                 |         |                                                                              | Target Center, Minneapolis, Minnesota Zuschauer: 9.213 |
| 28. September 2012 | Spielbericht | Punkte: Whalen (20) Rebounds: Brunson (11) Assists: Whalen (6) |         | Punkte: Stricklen (13) Rebounds: Stricklen, Thompson (7) Assists: Wright (7) | Target Center, Minneapolis, Minnesota Zuschauer: 9.213 |
| 28. September 2012 | Spielbericht | Stand: 1:0                                                     |         |                                                                              | Target Center, Minneapolis, Minnesota Zuschauer: 9.213 |

| 30. September 2012 | Spielbericht | Seattle Storm                                                         | 86 – 79 | Minnesota Lynx                                                  | Key Arena, Seattle, Washington Zuschauer: 8.479 |
| 30. September 2012 | Spielbericht | Punkte pro Viertel: 18:27, 18:10, 17:22, 17:11. Overtime/s: 5:5, 11:4 |         |                                                                 | Key Arena, Seattle, Washington Zuschauer: 8.479 |
| 30. September 2012 | Spielbericht | Punkte: Bird (22) Rebounds: Jackson (14) Assists: Bird, Wright (7)    |         | Punkte: Brunson (22) Rebounds: Brunson (15) Assists: Whalen (5) | Key Arena, Seattle, Washington Zuschauer: 8.479 |
| 30. September 2012 | Spielbericht | Stand: 1:1                                                            |         |                                                                 | Key Arena, Seattle, Washington Zuschauer: 8.479 |

| 2. Oktober 2012 | Spielbericht | Minnesota Lynx                                                               | 73 – 72 | Seattle Storm                                              | Target Center, Minneapolis, Minnesota Zuschauer: 8.023 |
| 2. Oktober 2012 | Spielbericht | Punkte pro Viertel: 22:14, 14:21, 20:17, 17:20                               |         |                                                            | Target Center, Minneapolis, Minnesota Zuschauer: 8.023 |
| 2. Oktober 2012 | Spielbericht | Punkte: Augustus (21) Rebounds: Brunson (9) Assists: McWilliams-Franklin (4) |         | Punkte: Bird (19) Rebounds: Jackson (6) Assists: Bird (11) | Target Center, Minneapolis, Minnesota Zuschauer: 8.023 |
| 2. Oktober 2012 | Spielbericht | Endstand: 2:1                                                                |         |                                                            | Target Center, Minneapolis, Minnesota Zuschauer: 8.023 |

##### (2) Los Angeles Sparks – (3) San Antonio Silver Stars
| 27. September 2012 | Spielbericht | Los Angeles Sparks                                           | 93 – 86 | San Antonio Silver Stars                                    | Galen Center, Los Angeles, Kalifornien Zuschauer: 5.013 |
| 27. September 2012 | Spielbericht | Punkte pro Viertel: 24:25, 16:19, 25:23, 28:19               |         |                                                             | Galen Center, Los Angeles, Kalifornien Zuschauer: 5.013 |
| 27. September 2012 | Spielbericht | Punkte: Toliver (29) Rebounds: Parker (9) Assists: Beard (3) |         | Punkte: Hammon (19) Rebounds: Appel (7) Assists: Hammon (6) | Galen Center, Los Angeles, Kalifornien Zuschauer: 5.013 |
| 27. September 2012 | Spielbericht | Stand: 1:0                                                   |         |                                                             | Galen Center, Los Angeles, Kalifornien Zuschauer: 5.013 |

| 29. September 2012 | Spielbericht | San Antonio Silver Stars                                     | 94 – 101 | Los Angeles Sparks                                           | AT&T Center, San Antonio, Texas Zuschauer: 5.293 |
| 29. September 2012 | Spielbericht | Punkte pro Viertel: 16:26, 24:25, 26:31, 28:19               |          |                                                              | AT&T Center, San Antonio, Texas Zuschauer: 5.293 |
| 29. September 2012 | Spielbericht | Punkte: Young (28) Rebounds: Adams (8) Assists: Robinson (5) |          | Punkte: Parker (32) Rebounds: Parker (9) Assists: Parker (6) | AT&T Center, San Antonio, Texas Zuschauer: 5.293 |
| 29. September 2012 | Spielbericht | Endstand: 0:2                                                |          |                                                              | AT&T Center, San Antonio, Texas Zuschauer: 5.293 |

### Conference Finals (Runde 2)

#### Eastern Conference

##### (1) Connecticut Sun – (2) Indiana Fever
| 5. Oktober 2012 | Spielbericht | Connecticut Sun                                                     | 76 – 64 | Indiana Fever                                                       | Mohegan Sun Arena, Uncasville, Connecticut Zuschauer: 7.599 |
| 5. Oktober 2012 | Spielbericht | Punkte pro Viertel: 14:22, 16:8, 22:13, 24:21                       |         |                                                                     | Mohegan Sun Arena, Uncasville, Connecticut Zuschauer: 7.599 |
| 5. Oktober 2012 | Spielbericht | Punkte: Charles (18) Rebounds: Charles (15) Assists: Montgomery (7) |         | Punkte: Douglas (27) Rebounds: Catchings (9) Assists: Catchings (5) | Mohegan Sun Arena, Uncasville, Connecticut Zuschauer: 7.599 |
| 5. Oktober 2012 | Spielbericht | Stand: 1:0                                                          |         |                                                                     | Mohegan Sun Arena, Uncasville, Connecticut Zuschauer: 7.599 |

| 8. Oktober 2012 | Spielbericht | Indiana Fever                                                             | 78 – 76 | Connecticut Sun                                                         | Bankers Life Fieldhouse, Indianapolis, Indiana Zuschauer: 9.225 |
| 8. Oktober 2012 | Spielbericht | Punkte pro Viertel: 20:24, 26:19, 10:14, 22:19                            |         |                                                                         | Bankers Life Fieldhouse, Indianapolis, Indiana Zuschauer: 9.225 |
| 8. Oktober 2012 | Spielbericht | Punkte: Douglas (24) Rebounds: Larkins (11) Assists: Douglas, January (2) |         | Punkte: Lawson (18) Rebounds: Jones (10) Assists: Jones, Montgomery (4) | Bankers Life Fieldhouse, Indianapolis, Indiana Zuschauer: 9.225 |
| 8. Oktober 2012 | Spielbericht | Stand: 1:1                                                                |         |                                                                         | Bankers Life Fieldhouse, Indianapolis, Indiana Zuschauer: 9.225 |

| 11. Oktober 2012 | Spielbericht | Connecticut Sun                                                 | 71 – 87 | Indiana Fever                                                                   | Mohegan Sun Arena, Uncasville, Connecticut Zuschauer: 6.516 |
| 11. Oktober 2012 | Spielbericht | Punkte pro Viertel: 10:18, 14:25, 24:25, 23:19                  |         |                                                                                 | Mohegan Sun Arena, Uncasville, Connecticut Zuschauer: 6.516 |
| 11. Oktober 2012 | Spielbericht | Punkte: Charles (18) Rebounds: Charles (10) Assists: Lawson (4) |         | Punkte: Catchings (22) Rebounds: Catchings (13) Assists: Catchings, January (4) | Mohegan Sun Arena, Uncasville, Connecticut Zuschauer: 6.516 |
| 11. Oktober 2012 | Spielbericht | Endstand: 1:2                                                   |         |                                                                                 | Mohegan Sun Arena, Uncasville, Connecticut Zuschauer: 6.516 |

#### Western Conference

##### (1) Minnesota Lynx – (2) Los Angeles Sparks
| 4. Oktober 2012 | Spielbericht | Minnesota Lynx                                                  | 94 – 77 | Los Angeles Sparks                                            | Target Center, Minneapolis, Minnesota Zuschauer: 8.513 |
| 4. Oktober 2012 | Spielbericht | Punkte pro Viertel: 16:15, 32:16, 18:22, 28:24                  |         |                                                               | Target Center, Minneapolis, Minnesota Zuschauer: 8.513 |
| 4. Oktober 2012 | Spielbericht | Punkte: Moore (20) Rebounds: Brunson (10) Assists: Augustus (7) |         | Punkte: Parker (25) Rebounds: Parker (11) Assists: Parker (4) | Target Center, Minneapolis, Minnesota Zuschauer: 8.513 |
| 4. Oktober 2012 | Spielbericht | Stand: 1:0                                                      |         |                                                               | Target Center, Minneapolis, Minnesota Zuschauer: 8.513 |

| 7. Oktober 2012 | Spielbericht | Los Angeles Sparks                                           | 79 – 80 | Minnesota Lynx                                                                        | Galen Center, Los Angeles, Kalifornien Zuschauer: 10.791 |
| 7. Oktober 2012 | Spielbericht | Punkte pro Viertel: 17:25, 22:15, 26:17, 14:23               |         |                                                                                       | Galen Center, Los Angeles, Kalifornien Zuschauer: 10.791 |
| 7. Oktober 2012 | Spielbericht | Punkte: Parker (33) Rebounds: Parker (15) Assists: Beard (7) |         | Punkte: Augustus (21) Rebounds: Brunson (10) Assists: McWilliams-Franklin, Whalen (5) | Galen Center, Los Angeles, Kalifornien Zuschauer: 10.791 |
| 7. Oktober 2012 | Spielbericht | Endstand: 0:2                                                |         |                                                                                       | Galen Center, Los Angeles, Kalifornien Zuschauer: 10.791 |

### Finals (Runde 3)

#### (W1) Minnesota Lynx – (E2) Indiana Fever
| 14. Oktober 2012 | Spielbericht | Minnesota Lynx                                                          | 70 – 76 | Indiana Fever                                                      | Target Center, Minneapolis, Minnesota Zuschauer: 14.322 |
| 14. Oktober 2012 | Spielbericht | Punkte pro Viertel: 20:25, 20:18, 18:13, 12:20                          |         |                                                                    | Target Center, Minneapolis, Minnesota Zuschauer: 14.322 |
| 14. Oktober 2012 | Spielbericht | Punkte: Augustus (23) Rebounds: Brunson, Moore (10) Assists: Whalen (4) |         | Punkte: Catchings (20) Rebounds: Larkins (15) Assists: January (6) | Target Center, Minneapolis, Minnesota Zuschauer: 14.322 |
| 14. Oktober 2012 | Spielbericht | Stand: 0:1                                                              |         |                                                                    | Target Center, Minneapolis, Minnesota Zuschauer: 14.322 |

| 17. Oktober 2012 | Spielbericht | Minnesota Lynx                                                                              | 83 – 71 | Indiana Fever                                                        | Target Center, Minneapolis, Minnesota Zuschauer: 13.478 |
| 17. Oktober 2012 | Spielbericht | Punkte pro Viertel: 11:18, 20:15, 29:22, 23:16                                              |         |                                                                      | Target Center, Minneapolis, Minnesota Zuschauer: 13.478 |
| 17. Oktober 2012 | Spielbericht | Punkte: Augustus (27) Rebounds: Brunson (7) Assists: McWilliams-Franklin, Moore, Whalen (4) |         | Punkte: Catchings (27) Rebounds: Catchings (8) Assists: Phillips (4) | Target Center, Minneapolis, Minnesota Zuschauer: 13.478 |
| 17. Oktober 2012 | Spielbericht | Stand: 1:1                                                                                  |         |                                                                      | Target Center, Minneapolis, Minnesota Zuschauer: 13.478 |

| 19. Oktober 2012 | Spielbericht | Indiana Fever                                                      | 76 – 59 | Minnesota Lynx                                                  | Bankers Life Fieldhouse, Indianapolis, Indiana Zuschauer: 18.165 |
| 19. Oktober 2012 | Spielbericht | Punkte pro Viertel: 21:16, 24:11, 25:11, 6:21                      |         |                                                                 | Bankers Life Fieldhouse, Indianapolis, Indiana Zuschauer: 18.165 |
| 19. Oktober 2012 | Spielbericht | Punkte: Zellous (30) Rebounds: Larkins (15) Assists: Davenport (4) |         | Punkte: Brunson (12) Rebounds: Brunson (9) Assists: Wiggins (3) | Bankers Life Fieldhouse, Indianapolis, Indiana Zuschauer: 18.165 |
| 19. Oktober 2012 | Spielbericht | Stand: 2:1                                                         |         |                                                                 | Bankers Life Fieldhouse, Indianapolis, Indiana Zuschauer: 18.165 |

| 21. Oktober 2012 | Spielbericht | Indiana Fever                                                        | 87 – 78 | Minnesota Lynx                                                 | Bankers Life Fieldhouse, Indianapolis, Indiana Zuschauer: 15.213 |
| 21. Oktober 2012 | Spielbericht | Punkte pro Viertel: 25:18, 22:24, 16:16, 24:20                       |         |                                                                | Bankers Life Fieldhouse, Indianapolis, Indiana Zuschauer: 15.213 |
| 21. Oktober 2012 | Spielbericht | Punkte: Catchings (25) Rebounds: Larkins (13) Assists: Catchings (8) |         | Punkte: Whalen (22) Rebounds: Augustus (7) Assists: Whalen (8) | Bankers Life Fieldhouse, Indianapolis, Indiana Zuschauer: 15.213 |
| 21. Oktober 2012 | Spielbericht | Endstand: 3:1                                                        |         |                                                                | Bankers Life Fieldhouse, Indianapolis, Indiana Zuschauer: 15.213 |

### WNBA-Meistermannschaft
(Teilnahme an mindestens einem Playoff-Spiel)
| WNBA-Meister Indiana Fever | Guards: Briann January, Erin Phillips, Jeanette Pohlen, Shavonte Zellous Guard-Forwards: Karima Christmas, Katie Douglas Forwards: Tamika Catchings (Finals MVP), Erlana Larkins Center: Jessica Davenport, Sasha Goodlett, Tammy Sutton-Brown Cheftrainer: Lin Dunn General Manager: Kelly Krauskopf |

## Auszeichnungen
| Auszeichnung                            | Spielerin        | Mannschaft         | Bemerkung               |
| --------------------------------------- | ---------------- | ------------------ | ----------------------- |
| WNBA Finals MVP Award                   | Tamika Catchings | Indiana Fever      | –                       |
| WNBA Most Valuable Player Award         | Tina Charles     | Connecticut Sun    | 345 Punkte              |
| WNBA Defensive Player of the Year Award | Tamika Catchings | Indiana Fever      | 19 von 41 Stimmen       |
| WNBA Most Improved Player Award         | Kristi Toliver   | Los Angeles Sparks | 24 von 41 Stimmen       |
| WNBA Peak Performer (Punkte)            | Angel McCoughtry | Atlanta Dream      | 21,4 Punkte pro Spiel   |
| WNBA Peak Performer (Rebounds)          | Tina Charles     | Connecticut Sun    | 10,5 Rebounds pro Spiel |
| WNBA Peak Performer (Assists)           | Lindsay Whalen   | Minnesota Lynx     | 5,39 Assists pro Spiel  |
| WNBA Rookie of the Year Award           | Nneka Ogwumike   | Los Angeles Sparks |                         |
| WNBA Sixth Woman of the Year Award      | Renee Montgomery | Connecticut Sun    | 23 von 41 Stimmen       |
| Kim Perrot Sportsmanship Award          | Kara Lawson      | Connecticut Sun    | 18 von 41 Stimmen       |
| WNBA Coach of the Year Award            | Carol Ross       | Los Angeles Sparks | 15 von 41 Stimmen       |

### All-WNBA Teams
| All-WNBA First Team |                                                 |
| Guards:             | (NYL) Cappie Pondexter – (MIN) Seimone Augustus |
| Forwards:           | Tamika Catchings – Candace Parker               |
| Center:             | Tina Charles                                    |

| All-WNBA Second Team |                                       |
| Guards:              | Kristi Toliver – (MIN) Lindsay Whalen |
| Forwards:            | (MIN) Maya Moore – Sophia Young       |
| Center:              | Sylvia Fowles                         |

### All-Rookie Team
| All-Rookie Team                                                                    |
| Samantha Prahalis – Riquna Williams – Tiffany Hayes Nneka Ogwumike – Glory Johnson |

### All-Defensive Team
| All-Defensive First Team |                                  |
| Guards:                  | Briann January – Alana Beard     |
| Forwards:                | Tamika Catchings – Sancho Lyttle |
| Center:                  | Sylvia Fowles                    |

| All-Defensive Second Team |                                    |
| Guards:                   | Danielle Robinson – Armintie Price |
| Forwards:                 | Sophia Young – Candace Parker      |
| Center:                   | Tina Charles                       |